# Цеберн
Цеберн је општина у округу Нојенкихен у Аустрији, држава Доња Аустрија.

## Географија
Цеберн се налази у индустријском округу у Доњој Аустрији. Територија општине покрива површину од 31,54km² од чега је 46,94% површине шумовито. Терен око Цеберна је углавном брдовит. Највећа тачка је висока 1.473 м надморске висине у близини планине Штинерне Штиге, на око 10,2 km од Цеберна. На подручју око Цеберна постоји много планина са необичним називима.

## Клима
Подручје Шратенбаха је део хемибореалне климатске зоне. Просечна годишња температу је 8 °C (46 °F) Најтоплији месец је јул, кад је просечна температура 20 °C (68 °F), а најхладнији је јануар са −4 °C (25 °F). Просечна годишња сума падавине је 1074 мм. Највлажнији месец је јул, са просеком од 144 мм падавина, а најсушнији је децембар са 40 мм.

## Насеља
У општини Шратенбах спадају следећа шест села (према статистичким подацима о броју становника из јануара 2017. године):
- Кампихл (253)
- Мајрхефен (59)
- Пихл (107)
- Кампихл (253)
- Мајрхефен (59)
- Пихл (107)
- Шлаг (76)
- Штибег (201)
- Цеберн (738)

## Историја
У далекој прошлости ова област је била део римске провинције Панонија.

## Религија
Према подацима пописа из 2001. године 97,9% становништва су били римокатолици и 0,5% су били евангелисти. 1,2% становништва се изјаснило да нема никакву вјерску припадност.

## Политика
Тренутни градоначелник и истовремени шеф општине је Јохан Нагл.
Општинско веће је након локалних избора 2015. године подељено на следећи начин: АНП 13 места, СПА 13 мандата, Цеберн за све 3, СПДА 2 мандата и СПА 1 мандат.

## Историјске мапе
- Цеберн око 1870/80 (у Франц-Јосифовом катастру)
- Zöbern (links unten)
- südliche Umgebung von Zöbern (oben)